# Villa Caro
Villa Caro é um município da Colômbia, localizado no departamento de Norte de Santander.